# Fechteuropameisterschaften 2025
Die Fechteuropameisterschaften 2025 wurden vom 14. bis zum 19. Juni in der italienischen Hafenstadt Genua ausgetragen. Die Vorrundenkämpfe fanden im Padiglione B an der neuen Waterfront statt. Die Finalrunde wurde im Palasport di Genova ausgetragen.

## Ergebnisse

### Männer
| Disziplin          | Gold                                                                   | Silber                                                                 | Bronze                                                                                                  |
| ------------------ | ---------------------------------------------------------------------- | ---------------------------------------------------------------------- | --- |
| Degen              | Roman Switschkar                                                       | Matteo Galassi                                                         | Gergely Siklósi                                                                                         |
| Degen              | Roman Switschkar                                                       | Matteo Galassi                                                         | Andrea Santarelli                                                                                       |
| Florett            | Guillaume Bianchi                                                      | Anas Anane                                                             | Carlos Llavador                                                                                         |
| Florett            | Guillaume Bianchi                                                      | Anas Anane                                                             | Tommaso Marini                                                                                          |
| Säbel              | Rémi Garrigue                                                          | Áron Szilágyi                                                          | Frederic Kindler                                                                                        |
| Säbel              | Rémi Garrigue                                                          | Áron Szilágyi                                                          | Jean-Philippe Patrice                                                                                   |
| Degen Mannschaft   | FrankreichPaul Allègre Alexandre Bardenet Gaëtan Billa Luidgi Midelton | NiederlandeRafael Tulen Tristan Tulen David van Nunen Konrad Veenenbos | ItalienGianpaolo Buzzachino Davide Di Veroli Matteo Galassi Andrea Santarelli                           |
| Florett Mannschaft | ItalienGuillaume Bianchi Alessio Foconi Filippo Macchi Tommaso Marini  | FrankreichAnas Anane Pierre Loisel Maxime Pauty Rafael Savin           | Individuelle Neutrale AthletenAnton Borodatschow Kirill Borodatschow Alexander Kerik Wladislaw Mylnikow |
| Säbel Mannschaft   | UngarnAndrás Szatmári Áron Szilágyi Krisztián Rabb Nikolász Iliász     | ItalienLuca Curatoli Michele Gallo Matteo Neri Pietro Torre            | Individuelle Neutrale AthletenDmitri Danilenko Pawel Graudyn Anatoli Kostenko Kirill Tjuljukow          |

### Frauen
| Disziplin          | Gold                                                              | Silber                                                                 | Bronze                                                                  |
| ------------------ | ----------------------------------------------------------------- | ---------------------------------------------------------------------- | ----------------------------------------------------------------------- |
| Degen              | Aisanat Murtasajewa                                               | Katrina Lehis                                                          | Sara Maria Kowalczyk                                                    |
| Degen              | Aisanat Murtasajewa                                               | Katrina Lehis                                                          | Alberta Santuccio                                                       |
| Florett            | Éva Lacheray                                                      | Carolina Stutchbury                                                    | Martina Batini                                                          |
| Florett            | Éva Lacheray                                                      | Carolina Stutchbury                                                    | Flóra Pásztor                                                           |
| Säbel              | Sarah Noutcha                                                     | Alina Komaschtschuk                                                    | Sugár Katinka Battai                                                    |
| Säbel              | Sarah Noutcha                                                     | Alina Komaschtschuk                                                    | Sylwia Matuszak                                                         |
| Degen Mannschaft   | UkraineInna Browko Wlada Charkowa Olena Krywyzka Anna Maksymenko  | SchweizPauline Brunner Angeline Favre Aurore Favre Fiona Hatz          | ItalienRossella Fiamingo Lucrezia Paulis Giulia Rizzi Alberta Santuccio |
| Florett Mannschaft | ItalienAnna Cristino Arianna Errigo Alice Volpi Martina Batini    | FrankreichAnita Blaze Eva Lacheray Pauline Ranvier Morgane Patru       | SpanienMaría Teresa Díaz María Mariño Ariadna Tucker Andrea Breteau     |
| Säbel Mannschaft   | FrankreichSara Balzer Faustine Clapier Sarah Noutcha Toscane Tori | PolenZuzanna Cieślar Zuzanna Lenkiewicz Sylwia Matuszak Angelika Wątor | ItalienMichela Battiston Chiara Mormile Manuela Spica Mariella Viale    |

## Medaillenspiegel
| Platz  | Land                           | Gold | Silber | Bronze | Gesamt |
| ------ | ------------------------------ | ---- | ------ | ------ | ------ |
| 1      | Frankreich                     | 5    | 3      | 1      | 9      |
| 2      | Italien                        | 3    | 2      | 8      | 13     |
| 3      | Ukraine                        | 3    | 1      | –      | 4      |
| 4      | Individuelle Neutrale Athleten | 1    | –      | 2      | 3      |
| 5      | Ungarn                         | –    | 1      | 3      | 4      |
| 6      | Polen                          | –    | 1      | 1      | 2      |
| 7      | Estland                        | –    | 1      | –      | 1      |
| 7      | Großbritannien                 | –    | 1      | –      | 1      |
| 7      | Niederlande                    | –    | 1      | –      | 1      |
| 7      | Schweiz                        | –    | 1      | –      | 1      |
| 11     | Spanien                        | –    | –      | 2      | 2      |
| 12     | Deutschland                    | –    | –      | 1      | 1      |
| Gesamt | Gesamt                         | 12   | 12     | 18     | 42     |